# Ciarán Bourke
Ciarán Bourke (Dublino, 18 febbraio 1935 – Dublino, 10 maggio 1988) è stato un musicista irlandese, uno dei membri fondatori del gruppo folk The Dubliners.

## Biografia
Nato a Dublino nel 1935 da una famiglia di cultura gaelica irlandese, frequentò l'University College Dublin nella facoltà di Agricoltura. Dopo aver lasciato l'università senza laurearsi, conobbe Ronnie Drew e Barney McKenna all'O'Donoghue's Pub, e insieme fondarono la band folcloristica The Dubliners. Morì nel 1988 a Dublino.